# Bangladesh Biman Bahini

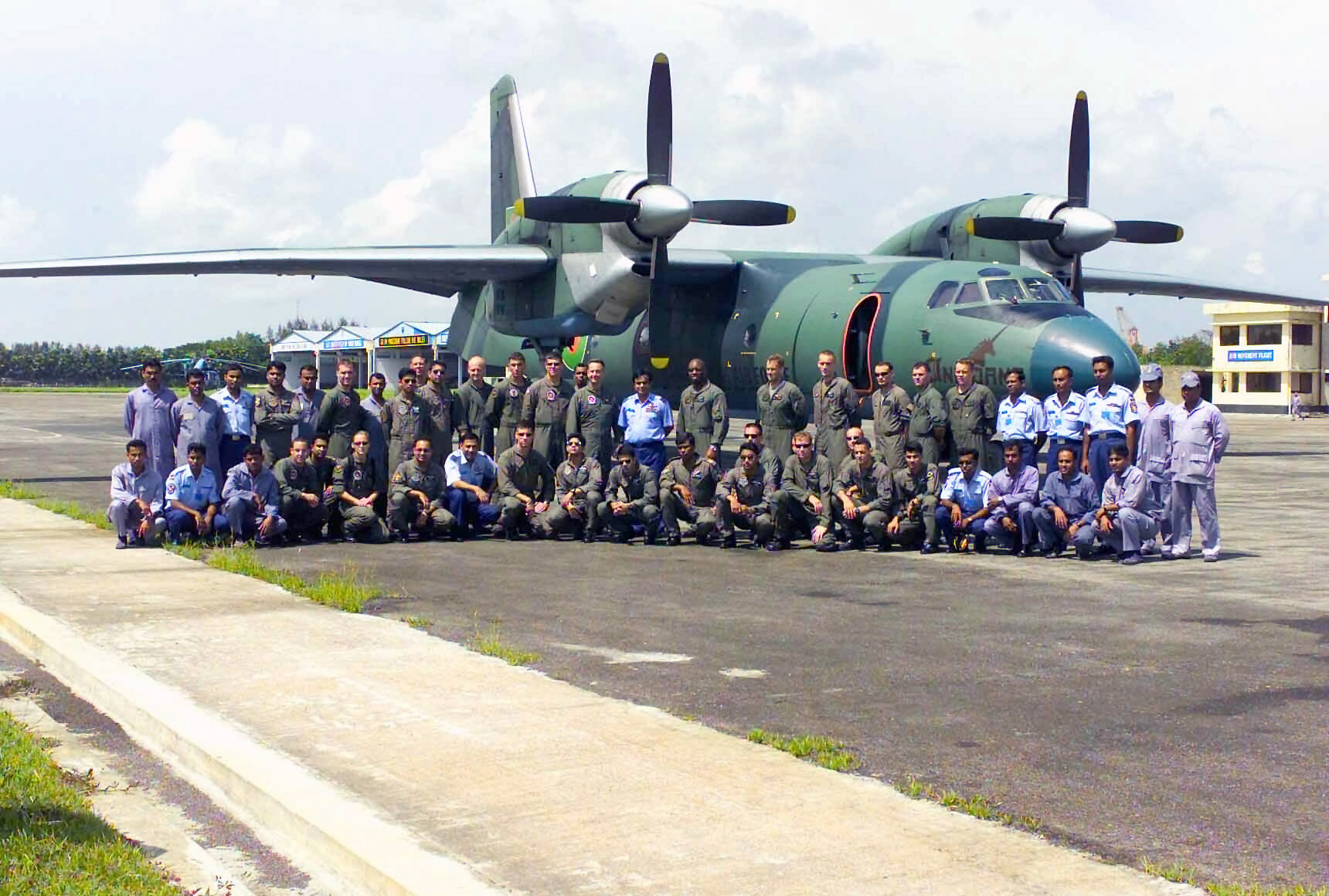
Un Antonov An-32 della Bangladesh Biman Bahini forografato dietro il personale locale ed il personale del Marine Aerial Refueler/Transport Squadron 152 (VMGR-152) della U.S. Marine Corps.

La Bangladesh Biman Bahini (in bengali বাংলাদেশ বিমান বাহিনী), conosciuta anche con la denominazione internazionale in lingua inglese Bangladesh Air Force (BAF), tradotta in italiano come Forza aerea bangladese, è l'attuale aeronautica militare del Bangladesh e parte integrante delle forze armate bangladesi.

## Storia
L'istituzione della Bangladesh Biman Bahini si deve alla nascita del nuovo stato, nel 1971, che grazie all'appoggio dell'India verrà istituito per la secessione dal Pakistan durante la guerra di liberazione del Bangladesh. La sua data di fondazione ufficiale è il 21 settembre 1971, pochi mesi rima del termine del conflitto ed in tempo per una partecipazione attiva nelle operazioni di guerra.
Inizialmente era costituita da ufficiali e piloti formati nella Pakistani Fida'iyye prima dello scoppio della guerra. In quel momento, l'iniziale Bangladesh Biman Bahini era strutturata da un comandante dell'aria (air chief) e meno di un centinaio di uomini tra personale e piloti. Durante la guerra di indipendenza gli ufficiali che fecero parte della Z-Force sono stati lo Squadron Leader M. Hamidullah Khan, al quale venne affidato il comando del settore 11, il tenente Liaqat come aiutante, compreso i Flying Officer Rouf e Ashraf ed il sergente Shafiqullah come comandanti di compagnia. Gli Squadron Leader Wahidur Rahim,  Nurul Qader e Shamur Rahman con l'Air Commodore Ataur Rahman ricevettero l'incarico di vicecomandanti di compagnia. Il Wing Commander Khademul Bashar, che anch'esso partecipò attivamente al conflitto, venne nominato comandante del settore 6.
Durante le fasi finali del conflitto una pattuglia effettuò un volo simbolico, chiamato Kilo Flight, per dare concretezza alla neonata forza aerea. Inizialmente il Kilo Flight era formato da soli tre velivoli radiati e malfunzionanti forniti dalle autorità indiane. 9 ufficiali e 47 piloti attraversarono il territorio indiano con una simbolica operazione che decretò l'ufficialità dell'istituzione della Bangladesh Biman Bahini. Lo Squadron Leader Sultan Mahmud venne messop al comando del Kilo Flight che consisteva in due aerei da trasporto tattico, un Douglas C-47 Dakota ed un Douglas DC-3, ed un elicottero Aérospatiale Alouette. Dopo la revisione dei tre mezzi aerei per riportarli ad una condizione operativa, il Kilo Flight compì la prima missione operativa di guerra bombardando un vecchio e vuoto complesso di stoccaggio di combustibile nel Chittagong e Narayangonj. Quasi tutte le infrastrutture ed i mezzi della forza aerea della nuova nazione indipendente erano state fornite dalle forze armate indiane.
Nel 1972 le autorità indiane cedettero i tre mezzi in quanto dichiarati obsoleti per i propri scopi e oramai alla fine della loro vita operativa. Nonostante la mancanza di mezzi aerei, la Pakistani Fida'iyye prima del 1971 ha avuto un gran numero di personale bengalese tra i piloti, i controllori del traffico aereo, tecnici ed ufficiali amministrativi, molti dei quali particolarmente distinti nel corso della guerra di liberazione del Bangladesh, fornirnendo così la Bangladesh Biman Bahini con un buon numero di personale già addestrato.

## Aeromobili in uso

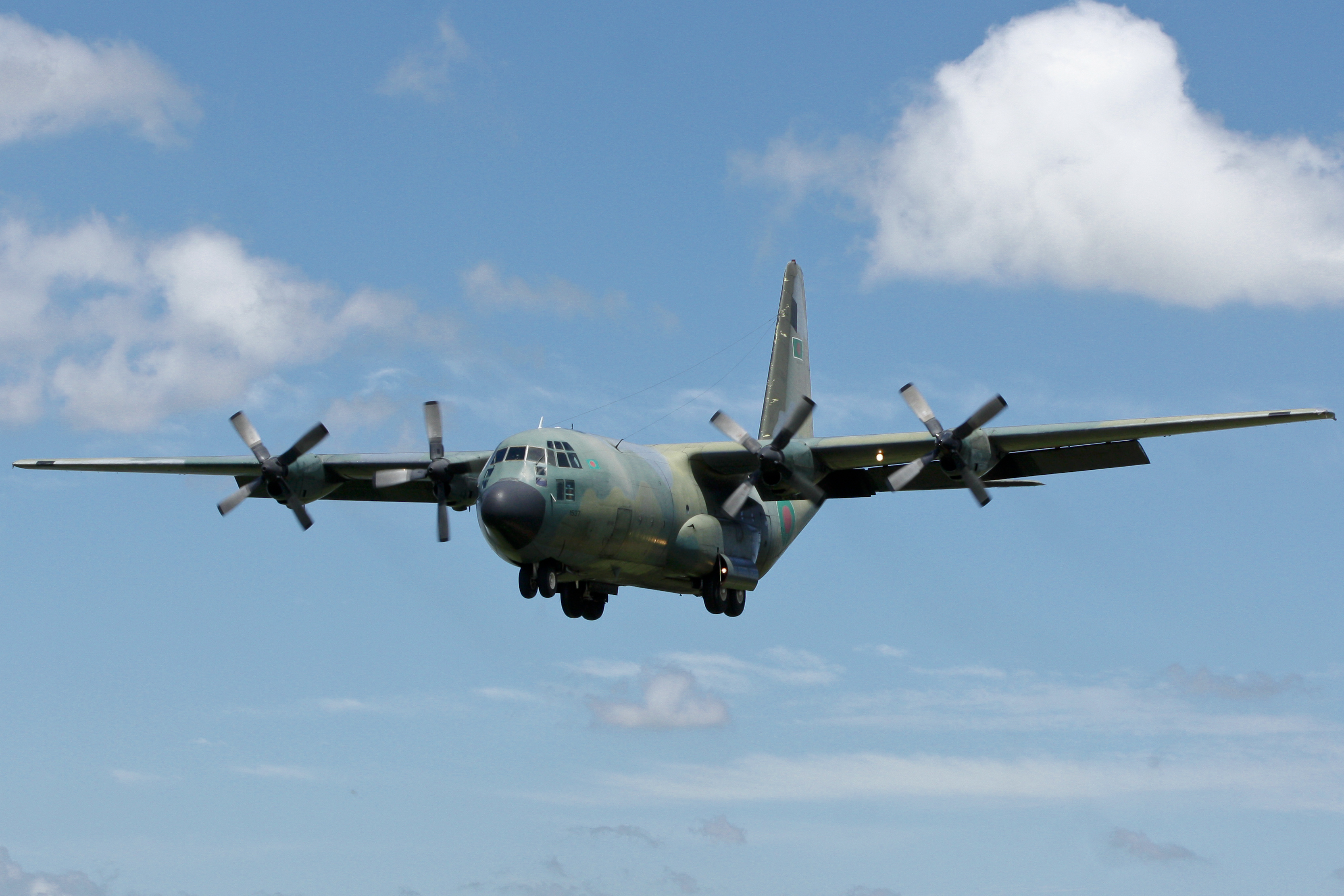
Un C-130B della Bangladesh Biman Bahini in volo.

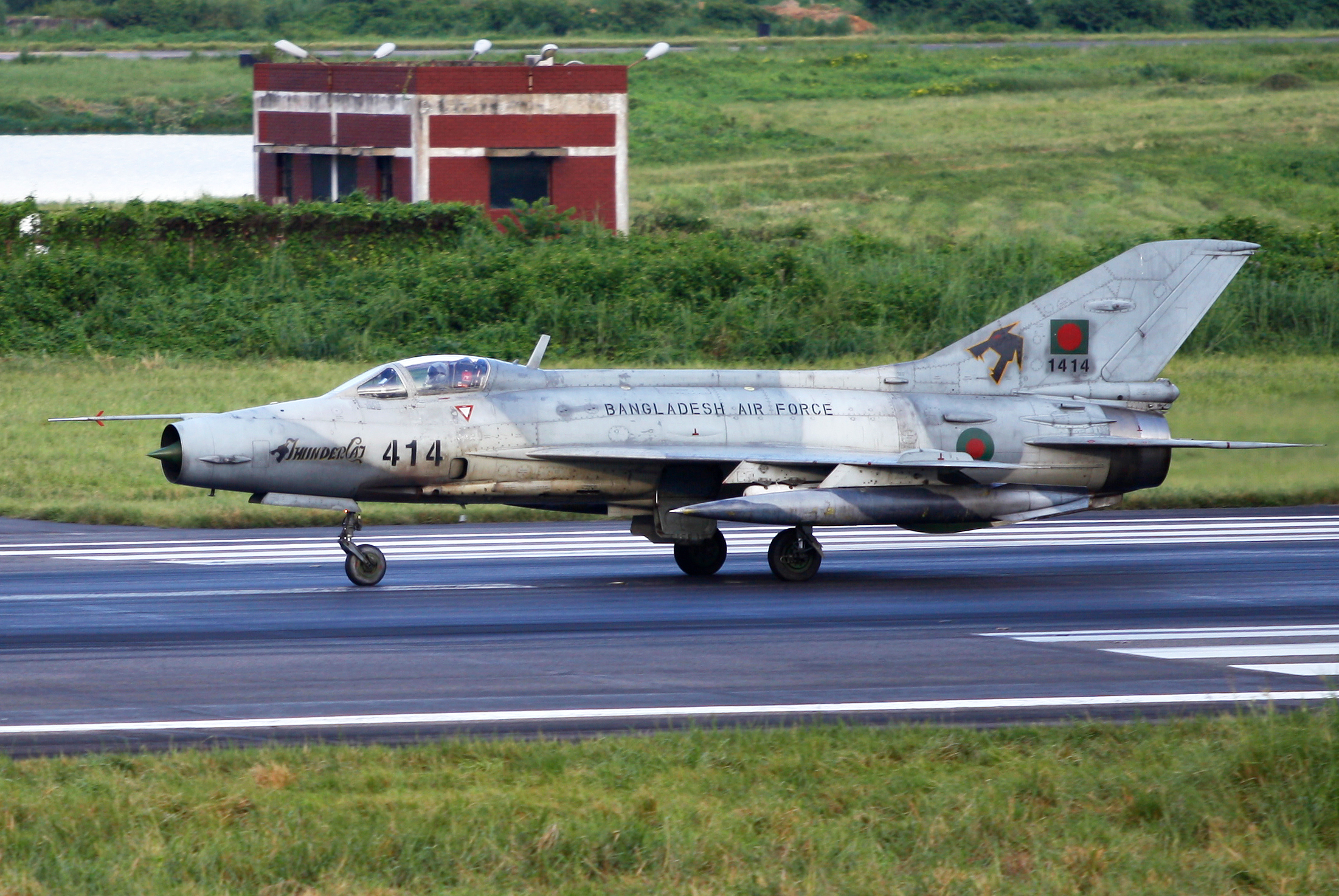
Un F-7 Airguard in rullaggio sull'aeroporto internazionale Hazrat Shahjalal di Dacca.

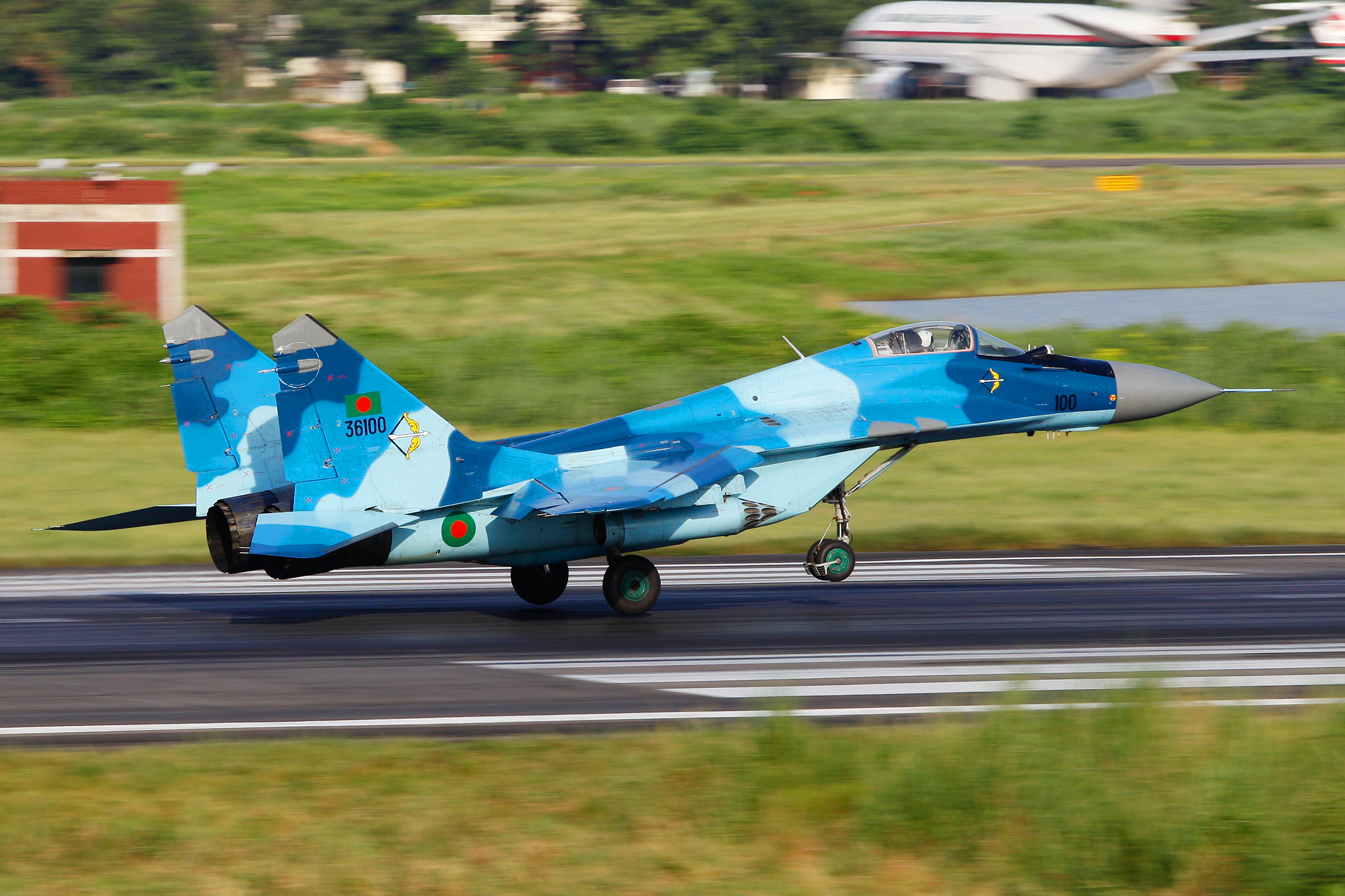
Un MiG-29 Fulcrum atterra sull'aeroporto internazionale Hazrat Shahjalal di Dacca.

Sezione aggiornata annualmente in base al World Air Force di Flightglobal del corrente anno. Tale dossier non contempla UAV, aerei da trasporto VIP ed eventuali incidenti accorsi durante l'anno della sua pubblicazione. Modifiche giornaliere o mensili che potrebbero portare a discordanze nel tipo di modelli in servizio e nel loro numero rispetto a WAF, vengono apportate in base a siti specializzati, periodici mensili e bimestrali. Tali modifiche vengono apportate onde rendere quanto più aggiornata la tabella.
| Aeromobile                            | Origine       | Tipo                                     | Versione (denominazione locale)                                          | In servizio (2024) | Note | Immagine |
| Aerei da combattimento                |               |                                          |                                                                          |                    | |          |
| Chengdu F-7 Airguard                  | Cina          | Caccia intercettoreconversione operativa | F-7BG AirguardF-7BGI AirguardF-7MB Sky Bolt FT-7MBFT-7BG AirguardFT-7BGI | 111034             | 57 esemplari consegnati. 16 F-7BM e 9 FT-7BM consegnati tra il 1987 e il 1989. 12 F-7BG e 4 FT-7BG consegnati tra il marzo ed il settembre del 2006. 12 F-7BGI e 4 FT-7BGI consegnati tra il 2012 e il 2013, consentendo ad 11 degli iniziali 25 F-7MB/FT-7MB di assumere il ruolo di aerei dedicati alla conversione operativa. Uno dei 12 F-7BG in servizio è precipitato il 23 novembre 2018. Un biposto FT-7BGI è stato perso in un incidente il 21 luglio 2025.                     |          |
| Mikoyan-Gurevich MiG-29 Fulcrum       | Russia        | cacciabombardiereconversione operativa   | MiG-29SEMiG-29UB                                                         | 62                 | 6 MiG-29SE e 2 MiG-29UB consegnati a partire dal 2000. |          |
| Aerei da trasporto                    |               |                                          |                                                                          |                    | |          |
| Lockheed Martin C-130J Super Hercules | Stati Uniti   | aerei da trasporto                       | C-130J                                                                   | 5                  | 2 C-130J ex RAF prelevati dai 10 a fusoliera corta che questa ha dismesso, che sono stati aggiornati dalla Marshall Aerospace and Defence Group prima di essere consegnati. Ulteriori 3 esemplari ex RAF sono stati ordinati ad inizio del 2019. Il primo aereo è stato consegnato nell'agosto 2019, il secondo a maggio 2020 ed il terzo a settembre dello stesso anno. A febbraio 2022 è stato consegnato il quarto esemplare. Quinto e ultimo esemplare consegnato il 25 giugno 2024. |          |
| Lockheed C-130 Hercules               | Stati Uniti   | aerei da trasporto                       | C-130BC-130E                                                             | 31                 | 3 C-130B e 1 C-130E ex USAF ricevuti a partire dal 2001. |          |
| Antonov An-32 Cline                   | Ucraina       | aerei da trasporto                       | An-32C                                                                   | 3                  | 2 An-32A e 1 An-32B in organico (ricevuti a partire dal 1989) che sono in fase di aggiornamento, al settembre 2017, presso l'ucraina lSE PLANT 410 CA aircraft repair company. |          |
| Let L 410 Turbolet                    | Rep. Ceca     | Aereo da trasporto leggero               | L-410UVP-200                                                             | 3                  | 3 L-410UVP ricevuti a partire dal 2015. |          |
| Aerei da addestramento                |               |                                          |                                                                          |                    | |          |
| Nanchang K-8 Karakorum                | Cina Pakistan | aerei da addestramento                   | K-8W                                                                     | 14                 | 9 acquistati nel 2014. Uno è andato perso in un incidente il 1 luglio 2018, mentre un secondo aereo il 18 agosto 2019. Ulteriori 23 K-8W sono stati ordinati a giugno 2018. I primi 7 esemplari del secondo ordine del giugno 2018, sono stati consegnati il 15 ottobre 2020. |          |
| Yakovlev Yak-130 Mitten               | Russia        | aerei da addestramento                   | Yak-130                                                                  | 13                 | 16 Yak-130 consegnati a partire dal 2015. Un aereo è andato perso in un incidente l'11 luglio 2017. 2 aerei sono precipitati dopo essere entrati in collisione il 27 dicembre 2017. |          |
| Aereo L-39 Albatros                   | Rep. Ceca     | aerei da addestramento                   | L-39ZA                                                                   | 7                  | 8 consegnati. |          |
| Nanchang PT-6                         | Cina          | aerei da addestramento                   | PT-6                                                                     | 23                 | 53 PT-6 consegnati a partire dal 1977. |          |
| Grob G 120                            | Germania      | aerei da addestramento                   | G 120TP                                                                  | 24                 | 24 G120TP ordinati a giugno 2021. I primi 10 esemplari consegnati a fine dicembre 2021. |          |
| Elicotteri                            |               |                                          |                                                                          |                    | |          |
| Bell 206                              | Stati Uniti   | Elicotteri utility                       | Bell 206L-2Bell 206L-4                                                   | 6                  | 6 consegnati a partire dal 1982 ed impiegati per l'addestramento. |          |
| Bell UH-1 Huey                        | Stati Uniti   | Elicotteri utility                       | UH-1N                                                                    | 12                 | 16 Bell 212 consegnati tra il 1977 e il 1982, nominalmente 12 in organico, ma solo 4/5 risultano in servizio. |          |
| Mil Mi-17 Hip-H                       | Russia        | Elicotteri utility                       | Mi-17Mi-171Mi-171ShMi-17-1V                                              | 12                 | 12 Mi-17 ricevuti a partire dal 1991. |          |
| Mil Mi-28 Night Hunter                | Russia        | elicottero d'attacco                     | Mi-28NE                                                                  | 0                  | 8 Mi-28NE selezionati il 2022. |          |
| AgustaWestland AW139                  | Italia        | SAR                                      | AW139                                                                    | 4                  | 4 AW139 consegnati tra il 2015 e il 2017. |          |
| AgustaWestland AW119                  | Italia        | elicottero da addestramento              | AW119Lx                                                                  | 2                  | 2 AW119Lx consegnati. |          |

## Aeromobili ritirati
- Mikoyan-Gurevich MiG-21MF Fishbed - 18 esemplari (1973-1989)[1]
- Mikoyan-Gurevich MiG-21UM Mongol - 2 esemplari (1973-1989)[1]
- Nanchang A-5 IIIA Fantan - 16 esemplari (1991-2016)[1]
- Shenyang F-6 - 10 esemplari (1989-2000)[1]
- Mil Mi-8 Hip - 12 esemplari (1981-1995)[1]
- Reims 337F Super Skymaster
- Cessna 152
- Cessna T-37B Tweet
- Antonov An-24PB Coke
- North American F-86 Sabre
- Fouga CS-170 Magister